# Fumio Hayasaka
Fumio Hayasaka (早 坂 文 雄 Hayasaka Fumio, 19 de agosto de 1914 hasta 15 de octubre de 1955) fue un compositor japonés de música clásica y bandas sonoras de películas.

## Primeros años
Hayasaka nació en la ciudad de Sendai, en la principal isla japonesa de Honshu. En 1918, Hayasaka y su familia se mudaron a Sapporo, en la isla norteña de Hokkaido. En 1933, Fumio H. y Akira Ikufube organizaron la Liga Nueva Música, que celebró un nuevo festival de música el año siguiente.
Hayasaka ganó varios premios por sus obras de concierto, en 1935, su obra Futatsu no sanka e no zensōkyoku ganó el primer premio en un concurso de radio, y otra pieza de concierto, Kodai no bukyoku, ganó el Premio 1938 Weingartner. Otras obras incluyen Nocturne (1936) para piano y la orquesta Ancient Dance (1938). En 1939, Hayasaka mudó a Tokio para comenzar una carrera como compositor de bandas sonoras. A principios de 1940, Hayasaka fue visto como "un compositor importante para el cine japonés".

## Posguerra: música de cine
Después de la guerra, Hayasaka continuó trabajando en películas, ganando rápidamente el reconocimiento por sus habilidades. En 1946, recibió el premio de la música de película para Un enemigo del pueblo (Minshu no Teki, 1946) en la primera edición de los Premios Cine Mainichi.  El año siguiente, 1947, Hayasaka recibió el premio de la música de cine Mainichi a la Actriz de Teinosuke Kinugasa (Joyu).
A fines de 1940, Hayasaka invitó a su amigo Akira Ifukube para escribir la música de cine con él en Toho Studios. Primera banda sonora de Ifukube para Toho fue para la Senkichi Taniguchi Snow Trail (Ginrei hay odio) en 1947. Toshiro Mifune, el famoso actor que más tarde protagonizó la mayor parte de las películas de Kurosawa, se reunió primero Kurosawa en una preselección de esta película.

## Relación con Akira Kurosawa
Fumio Hayasaka tuvo una asociación celebrado con el director japonés por excelencia Akira Kurosawa , que fue de corta duración debido a la temprana muerte de Hayasaka. La película de 1948, El ángel ebrio ( Yoidore tenshi ) fue la primera película dirigida por Akira Kurosawa que Hayasaka compuso la música para la película. El director y compositor colaborado para poner a prueba «el manejo de oposición de la música y la actuación». Su colaboración se convirtió en una relación artística muy profunda, con Hayasaka aportando ideas a la parte visual de la película. En su autobiografía, Kurosawa dice que «el trabajo con Hayasaka ha cambiado sus puntos de vista sobre cómo se debe utilizar la música de cine», a partir de entonces , él veía la música como «contrapunto» a la imagen y no sólo un «acompañamiento». Esta es también la primera película que Kurosawa utiliza . Toshiro Mifune como actor.
Entre las películas que Hayasaka marco por Kurosawa son El perro rabioso (1949), Rashomon (1950), Ikiru (1952) y Los siete samuráis (1954). Durante la década de 1950, también creó las calificaciones de algunos de los trabajos finales de otro maestro cineasta japonés, Kenji Mizoguchi. Hayasaka compuso la música para Ugetsu (1953), El intendente Sansho (1954) y Los amantes crucificados (1954) .
La película Rashomon 1950 fue especialmente significativo para Hayasaka . Esta película ganó el León de Oro 1951 del Festival de Cine de Venecia, y es considerada la primera película japonesa que se ve ampliamente en Occidente En la cultura del cine japonés , los directores normalmente querían música que sonaba como obras occidentales conocidas. Kurosawa quería que Hayasaka específicamente componiera música que sonaba como el Bolero de Ravel. Masaru Sato, entonces un joven compositor, estaba tan impresionado con la música que se decidió a estudiar con Hayasaka. Esta película también se relacionó con la cicatriz atómica de la cultura japonesa, aunque las fuerzas de ocupación estadounidenses prohibieron a los medios de comunicación japoneses de " criticar el papel de América en la tragedia " de Hiroshima y Nagasaki , Rashomon representa una época histórica de Japón, donde sus ciudades están en la ruina y el caos social abunda.
Hayasaka estaba continuamente productivo en los años previos a su muerte. En 1950 , fundó la Asociación de Música de Cine La película de 1953 Ugetsu , dirigida por Kenji Mizoguchi, contó con una puntuación por Hayasaka. La película ganó el premio de plata en el Festival de Cine de Venecia 1953. Al año siguiente, 1954, Hayasaka hizo otra película de Mizoguchi, el Jidai - Geki el intendente Sansho ( Sansho dayu ). Esta película compartió el premio León de Plata 1954 en el Festival de Cine de Venecia con Kazan de La ley del silencio , La Strada de Fellini , y Seven samuráis de Kurosawa.
Los siete samuráis, una película Jidai - Geki Kurosawa, también cuenta con música de Hayasaka . En ese momento, era el más grande de producción de cine japonés nunca. La película contó con sólidas opciones de música como director , que están estrechamente relacionados con la música de concierto occidental sinfónica. Masaru Sato ayudó en la orquestación de la partitura de Hayasaka. Esta puntuación utilizó el leitmotif , que es un método de organización compositiva tomado de óperas occidentales.
Durante su estancia en Tokio, Hayasaka también escribió varios conciertos notable trabaja incluyendo Danzas Antiguas de la izquierda y de la derecha ( 1941 ) , el Concierto para piano ( 1948 ) y la suite orquestal Yukara ( 1955 ) .
Hayasaka sirvió como mentor musical tanto Masaru Sato y Toru Takemitsu .

## Muerte
En 1955 , Hayasaka murió de tuberculosis en Tokio a la edad de 41. Murió mientras se trabaja en Record of a Living Being (vivo en el miedo , Ikimono no kiroku ), por lo que Masaru Sato completó la partitura. La profundidad de la relación entre Hayasaka y Kurosawa se muestra en la que esta película era sobre la base de una conversación entre los dos amigos. Hayasaka estaba muy enfermo en el momento, y pensando sobre el miedo a su propia muerte. Débil y enfermo de tuberculosis , dijo a Kurosawa que "con esta enfermedad que amenaza la vida, no puedo trabajar". Estas palabras profundamente afectados Kurosawa Debido a las recientes pruebas nucleares en el Pacífico, así como una cicatriz profunda culturales desde las primeras bombas atómicas, el miedo a la muerte atómica era frecuente entre los japoneses. Ilustrando la muerte lenta y el miedo del final de la guerra, Kurosawa más tarde comentaría ( en 1991 ) de que "la bomba atómica sigue matando japoneses". Kurosawa se vio profundamente afectado por la muerte de su amigo y "cayó en una profunda depresión". </ref>  Kurosawa was deeply affected by his friend’s death and “fell into a deep depression”. el Registro de la película de Record of a Living Being combinado su depresión y la cicatriz atómica japonesa para crear una película que ilustra la "experiencia humana en la era atómica".

## Influencia en otros compositores
Akira Ifukube , influenciado por Hayasaka trabajar con películas, Godzilla de Toho Studio, sellando su fama como compositor de música para películas de terror japonesas. Esta película fue otro de una serie de películas de la posguerra que muestra un miedo japonesa de los efectos de las armas atómicas.
Después de terminar la puntuación de Hayasaka del registro de Record of a Living Being, Masaru Sato se encendió anotar siete películas más de Kurosawa . Siguiendo con la influencia occidental - orquestal de Hayasaka, para 1957 la película Jidai - Geki de Kurosawa , Trono de sangre ( Kumonosu -jo) , Sato compuso una partitura que también toma prestado del oeste compositor Verdi. Sato siguió utilizando demostrar influencias occidentales profundas a través el resto de su carrera , por lo que sus resultados (y las películas que acompañan)          "especialmente accesibles a los oyentes no orientales". Esta fue otra película de Kurosawa que, indirectamente, se refirió a las bombas atómicas , que se encuentra en "un período después destrucción cataclísmica a un centro de la vida japonesa y el poder político".
En su memoria, como un homenaje Toru Takemitsu escribió su Requiem para cuerdas (1957).

## Estilo musical
El estilo musical de Hayasaka en sus primeros años de compositor de era tarde-romántico con influencias de la música tradicional japonesa. En los años antes de su muerte, su estilo derivó hacia la atonalidad y el modernismo. Siguiendo con la tradición y las demandas de los directores de cine, y de las películas que su música estaba estrechamente relacionada con ( y, a menudo tomado de ) la música de orquesta occidental.

## Lista de selección de trabajos clásicos
- «Prelude for Two Hymns» (1936)
- «Ancient Dance» (1938)
- «Overture in D» (1939)
- «Ancient Dances on the Left and on the Right» (1941)
- «Four unaccompanied songs to poems by Haruo Sato for solo soprano» (1944)
- «Piano Concerto» (1948)
- «String Quartet» (1950)
- «Suite in Seven Parts» (1952)
- «Metamorphosis for orchestra» (1953)
- «Yukara» (1955)